# Даль, Миккель
Миккель Даль (дат. Mikkel Dahl; род. 22 июня 1993, Греве Странн, Дания) — датский футболист, нападающий клуба «Нюкёбинг».

## Карьера
Миккель начинал карьеру в скромном клубе «Греве», откуда затем перебрался в академию «Брондбю». Свои первые сезоны во взрослом футболе он провёл в рядах клубов второго дивизиона Дании «Аварта» и «Видовре». Зимой 2016 года нападающий присоединился к «Нюкёбингу», представлявшему первый дивизион страны. За 4 года в составе этой команды Миккель принял участие в 103 матчах первой датской лиги и отметился в них 34 забитыми мячами. По итогам сезона 2019/20 «Нюкёбинг» вылетел во второй дивизион, и нападающий принял решение покинуть команду.
Летом 2020 года Миккель стал игроком фарерского клуба «ХБ». 23 июля он результативно дебютировал за «красно-чёрных», поразив ворота «Б36» в матче чемпионата Фарерских островов. Всего нападающий забил 14 голов в 13 встречах сезона-2020, тем самым внеся свой вклад в чемпионство «ХБ». В том же году он впервые стал обладателем Кубка Фарерских островов, сыграв в финальной игре против «Викингура» 5 декабря. 28 февраля 2021 года Миккель выиграл свой первый Суперкубок Фарерских островов, отыграв встречу с «НСИ». В розыгрыше фарерской премьер-лиги сезона-2021 он провёл 25 матчей и забил в них 27 голов, став не только лучшим бомбардиром турнира, но и побив рекорд результативности, установленный Кляминтом Ольсеном в 2019 году. Это достижение позволило ему стать Нападающим года и войти в Команду сезона фарерской-премьер-лиги.
Очень успешный сезон в «ХБ» привлёк к Миккелю внимание со стороны клубов со всего мира: им интересовались команды из Бразилии, Мексики, Украины, Исландии, стран Балканского полуострова и Азии. Зимой 2022 года он принял решение перейти в исландский «Лейкнир». Миккель провёл 20 матчей в составе аутсайдера чемпионата Исландии, забив всего 4 гола. По итогам сезона-2022 «Лейкнир» покинул класс сильнейших, а нападающий вернулся в «ХБ». Последовавшие 2 сезона в стане «красно-чёрных» выдались для нападающего менее продуктивными, чем полтора до отъезда в Исландию: в 48 встречах фарерской премьер-лиги он забил 21 гол.
В 2025 году состоялось возвращение Миккеля в «Нюкёбинг», выступавший во втором дивизионе Дании. Форвард подписал с клубом соглашение сроком на 2 с половиной сезона.

## Достижения

### Командные
«ХБ Торсхавн»
- Чемпион Фарерских островов (1): 2020
- Обладатель Кубка Фарерских островов (3): 2020, 2023, 2024
- Обладатель Суперкубка Фарерских островов (2): 2021, 2024

### Личные
- Лучший бомбардир фарерской премьер-лиги (1): 2021 (27 голов)
- Нападающий года на Фарерских островах (1): 2021
- Член Команды сезона фарерской премьер-лиги (1): 2021